# フッドリバー郡 (オレゴン州)
フッドリバー郡（英: Hood River County）は、アメリカ合衆国オレゴン州にある郡の1つであり、1908年に設立された。『オレゴン・ジオグラフィック・ネームズ』によれば、郡名はコロンビア川の支流であるフッド川に由来する。人口は2万3977人（2020年）。郡庁所在地はフッドリバー市である。

## 経済
農業、林業、木材産業、レクリエーションはフッドリバー郡の主要産業であり、主要な収入源である。肥沃な渓谷で育てられる果物は非常に上質で、同郡のアンジョウペア生産は国際的に高く評価されている。1997年の国勢調査の記録によれば、ナシ、リンゴ、チェリー、モモを商業用に栽培する果樹園の総面積は 63 km² (15,553 acres) に上る。フッドリバー郡は2つの港、2つのボート係留所を構える。農務省森林局が郡域の64%の土地を保有している。
フッドリバー市のすぐ傍を流れるコロンビア川はウィンドサーフィンが行われることで有名であり、アメリカ合衆国国内のみならず世界各国からウィンドサーファーが訪れる。寒冷高湿な海岸の空気がコロンビア川峡谷を遡って吹き込み（夏季はほぼすべての日で15-35ノットの風速になる）、温暖な日には東方の砂漠地帯の気温を上昇させる原因となっている。東から西へ流れるコロンビア川の水流と西から東へ吹く風が大きな波のうねりを川の表面に発生させるため、ウィンドサーファーにとっては波乗りを楽しめる絶好のスポットとなっている。ウィンドサーフィンは、現地の経済にさまざまな角度から影響を与えている。例えば、来訪するウィンドサーファーを対象としたウィンドサーフィン関連企業や高級レストランがダウンタウン区域を再活性化したり、風と波を求めて初めてフッドリバーを訪れる人の多くがそのまま同地域に住みついて地域住民の一員になったり、地域経済が観光収入によって活性化したりしている。
1987年、地域の実業家団体がパークデールへ続く 35 km (22 mi) の支線をユニオン・パシフィック鉄道から600,000米ドルで購入し、フッド山鉄道と改称した。フッド山鉄道は観光客を運ぶほか、現地の果樹園で収穫された果物を運ぶ用途に用いられている。

## 地理
アメリカ合衆国国勢調査局によれば、フッドリバー郡の総面積 1,382 km² (534 mi²) のうち、1,353 km² (522 mi²) が陸地、29 km² (11 mi²、2.10%) が水面である。

### 隣接郡
- マルトノマ郡 (オレゴン州) - 西
- クラカマス郡 (オレゴン州) - 南西
- ワスコ郡 (オレゴン州) - 南、東
- クリッキタト郡 (ワシントン州) - 北東
- スカマニア郡 - 北

## 人口動態
以下は2000年国勢調査による人口統計データである。
| - 人口：20,411人 - 世帯数：7,248世帯 - 家族数：5,175家族 - 人口密度：15人/km²（39人/mi²） - 住居数：7,818軒 - 住居密度：6軒/km²（15軒/mi²） 人種別人口構成 - 白人：78.87% - アフリカン・アメリカン：0.57% - ネイティブ・アメリカン：1.12% - アジア人：1.47% - 太平洋諸島系：0.12% - その他の人種：15.37% - 混血：2.46% - ヒスパニック・ラテン系：25.02% 年齢別人口構成 - 18歳未満：28.00% - 18-24歳：8.20% - 25-44歳：29.40% - 45-64歳：21.50% - 65歳以上：12.90% - 年齢の中央値：35歳 - 性比（女性100人あたり男性の人口） - 総人口：98.90 - 18歳以上：99.20 | 世帯と家族（対世帯数） - 18歳未満の子供がいる：35.70% - 結婚・同居している夫婦：58.60% - 未婚・離婚・死別女性が世帯主：8.80% - 非家族世帯：28.60% - 単身世帯：22.70% - 65歳以上の老人1人暮らし：9.90% - 平均構成人数 - 世帯：2.70人 - 家族：3.15人 収入と家計 - 収入の中央値 - 世帯：38,326米ドル - 家族：41,422米ドル - 性別 - 男性：31,658米ドル - 女性：24,382米ドル - 人口1人あたり収入：17,877米ドル - 貧困線以下 - 対人口：14.20% - 対家族数：9.80% - 18歳未満：17.30% - 65歳以上：7.80% |

## 歴史
後にフッドリバー郡となる地域で最初に入植した人々は、1854年に供与地請求を申請した人々であった。1863年に最初の学校が創建され、1867年にはザ・ダルズまで続く道路が建設された。1880年の時点でこの渓谷に居住していた家族の数は17であった。19世紀後半には、日系、フィンランド系、ドイツ系、フランス系の農家がこの渓谷に居住していた。
20世紀になると、ワスコ郡北西部のフッドリバー地域の人々は同郡からの政治的分離を望んだことから、州内34番目の郡としてフッドリバー郡が独立した。フッドリバー郡の成立は、1908年6月23日に知事の宣言により公式に認められた。1922年、ポートランドからザ・ダルズまで続くコロンビア川街道（現：コロンビア川歴史旧街道）が完成し、これら2つの市との往来が容易になった。

## 都市と町
- フッドリバー（郡庁所在地）
- カスケード・ロックス

### 非法人地域、国勢調査指定地域
- ディー
- レンツ
- ロスト・レイク・リゾート
- マウント・フッド
- オーク・グローブ

- オーデル
- パークデール
- パイン・グローブ
- ロックフォード